# Пшецлав (Західнопоморське воєводство)
Пшецлав (нім. Pritzlow) — населений пункт на північному заході Польщі, розташований у Західнопоморському воєводстві, поліцейського повіту, ґміни Колбасково. Місто розташоване на Щецинських пагорбах.
Нині житлове будівництво розвивається на колишніх сільськогосподарських територіях у районі Пшецлава (житловий масив Зелене Поле), що в поєднанні з близькістю Щецина призводить до появи тут численних поселень людей, професійно пов’язаних із цим містом.
У південній частині Перецлава, біля залізничної колії № 409, знаходиться племінний ставок.

## Транспорт
На кордоні з Пшецлавом проходить національна дорога 13 на ділянці Щецин — Колбасково — Росовек, яка в сусідньому Колбасково з'єднується з автострадою А6 (Щецин — Берлін).
Пшецлав з'єднується зі Щецином міським автобусом.

## Історія
Початки заселення цієї території припадають на рубіж VI-VII ст. Назва поселення походить від імені каштеляна Пшецлава, який мав прибути на ці землі разом з Мєшком І. Він також мав заснувати сусідні села слуг: Варжиміце, Смолецин і Карвово.
Перша джерельна згадка датується 1240 роком і згадує, що князь Барнім I Добрий взяв у кам'янського єпископа феод десятини з двадцяти господарств. У 1243 році герцог Барнім I спочатку передав частину, а в 1277 році все село цистерціанському монастирю в Щецині. У 1291 році місцевий староста заснував у селі корчму. З того ж року згадується костел, який на той час перебував під патронатом Яна Шеле зі Щецина і переданий йому цистерціанським монастирем у володіння.
У 1939 році Пшецлав був включений до Великого міста Щецин.
У 1946–1998 роках містечко входило до складу Щецинського воєводства.